# Tetraetilplumb
Tetraetilplumbul (denumit și tetraetil de plumb, abreviat TEL din engleză tetraethyllead) este un compus organometalic (organoplumbic) cu formula chimică Pb(C2H5)4. Este utilizat ca aditiv de combustibil, ca agent antidetonant, și a fost introdus în benzină începând cu anii 1920. Utilizarea sa a dus la creșterea cifrei octanice, performanței autovehiculelor și la dezvoltarea industriei combustibililor. TEL a fost sintetizat pentru prima dată la mijlocul secolului al XIX-lea, însă General Motors a descoperit eficacitatea sa ca agent antidetonant abia în anul 1921, după ani de cercetare în care s-a încercat obținerea unui aditiv eficient și ieftin.
Problemele legate de efectele toxice ale plumbului, în special asupra copiilor, au început să apară. De asemenea, plumbul și oxizii de plumb pot otrăvi convertorii catalitici și sunt una dintre cauzele majore pentru colmatarea bujiilor. Începând cu anii 1970, multe state au început să interzică utilizarea TEL în combustibilii pentru automobile. În anul 2011, un studiu susținut de Organizația Națiunilor Unite a concluzionat faptul că eliminarea TEL a condus la beneficii de 2,4 trilioane de dolari și cu 1,2 milioane mai puține decese premature.
TEL este încă utilizat ca aditiv în unii combustibili pentru aviație. Innospec a declarat că este ultima firmă care încă produce TEL legal, iar în anul 2013 câteva companii chineze încă îl produceau ilegal.

## Obținere și proprietăți
Tetraetilplumbul este obținut în urma reacției dintre cloroetan și aliaj de sodiu-plumb:
{\displaystyle {\ce {4 NaPb + 4 CH3CH2Cl -> Pb(CH3CH2)4 + 4 NaCl + 3 Pb}}}
Compusul este izolat prin distilare, în urma căruia rămâne un amestec de plumb și clorură de sodiu. TEL este un lichid incolor, vâscos, cu un miros dulceag.